# Воловик Володимир Іванович
Волови́к Володи́мир Іва́нович (нар. 13 березня 1939 року) — Заслужений тренер України з легкої атлетики, Почесний громадянин міста Нікополь.

## Біографія
Після закінчення Нікопольського металургійного технікуму вступив у Львівський інститут фізичної культури. Викладачем був Євгеній Щуч, який першим у світі придумав новий стиль у метанні молота — з чотирьох обертів.
У 1964 році проходив військову службу в Молдові, під час якої 3 рази ставав чемпіоном Молдови зі штовхання ядра та метання молота.
Працював у запорізькому спортивному клубі «Стріла». Перший учень, Степанов, здобув звання майстра спорту. Володимир Іванович перевів Степанова з метання диску на метання молота.
Після служби повернувся до Нікополя і став працювати в ДЮСШ СК «Електрометалург».
Захоплення Володимира Івановича — література, улюблені автори: Омар Хаям, Роберт Бернз, Вільям Шекспір.
Має сина.

## Спортивна кар'єра
Займався спортивною гімнастикою під керівництвом Валерія Лущіка, але залишив цей вид спорту і почав займатись легкою атлетикою під керівництвом Володимира Дмитровича Бредіхіна (Заслужений тренер України)

## Відомі учні
Серед учнів Володимира Івановича — 9 майстрів спорту міжнародного класу, 20 майстрів спорту, 2 заслужених тренера України, 9 членів Олімпійської зборної СРСР, чемпіони України. Зокрема,
- Олена Антонова — бронзова призера Олімпійських ігор в Пекині (метальниця диску);
- з 1967 до 1972 року тренував Юрія Сєдих — переможця Олімпіад 1976 та 1980 років (метальник молота);
- Валерій Решетников — майстер спорту міжнародного класу, заслужений тренер України, чемпіон України. Станом на 2013 рік — заступник міського голови м. Нікополь;
- Андрій Фатєєв — Заслужений тренер України, Заслужений робітник фізичної культури та спорту, Найкращий тренер 1999 року, головний тренер дефлімпійської зборної з легкої атлетики[2],
- Олена Шамотіна — золота медалістка літніх змагань з легкої атлетики в Лейрії.

## Нагороди
- 2008 — почесне звання Заслужений працівник фізичної культури і спорту України[3]